# Cassidy Hutchinson
Cassidy Jacqueline Hutchinson (Pennington, 1996. december 12. –) amerikai politikai és jogi tanácsadó, aki Mark Meadows kabinetfőnök tanácsadója és asszisztense volt a Trump-kormány idején.
Hutchinson 2022. június 28-án tanúskodott a Egyesült Államok Képviselőházának Január 6-i Bizottsága előtt az Amerikai Egyesült Államok Capitoliumának ostromával kapcsolatban. Beszélt Donald Trump viselkedéséről és, hogy ő és szövetségesei mitt tettek a támadás közben 2021. január 6-án. Tapasztalatáról Enough címmel könyvet is kiadott.

## Fiatalkora
Hutchinson Penningtonban nőtt fel és középiskolára a Hopewell Valley Central iskolába járt, ahol 2015-ben végzett. A Christopher Newport Egyetem tanulója volt 2015 és 2018 között, ahol 2019-ben végzett politikatudomány diplomával. Első generációs egyetemi tanulóként írja le magát.

## Pályafutása
Miközben a Christopher Newport Egyetem tanulója volt, dolgozott Ted Cruz republikánus szenátorral és Steve Scalise képviselővel. 2018 nyarán először gyakornokként, majd munkatársként a Fehér Ház Jogi Irodájánál dolgozott.
Mikor 2020 márciusában Mark Meadows lett Trump negyedik kabinetfőnöke, őt választotta meg egyik tanácsadójának. Nem sokkal később már Meadows első számú asszisztense lett, amely pozícióban maradt egészen Trump elnökségének végéig. Meadows irodája mellett dolgozott, mindössze pár lépésre az Ovális Irodától. Gyakran utazott a kabinetfőnökkel és jegyzetelt megbeszélésein. Meadows egyik legközelebbi bizalmasának számított. Ő is szerepelt azon az országszerte ismertté vált AP-fényképen, amelyen Kayleigh McEnany szóvivővel a Y.M.C.A. dalra táncolt Trump egyik 2020-as kampányeseményén, Swantonban.
Mikor Trump elnöksége véget ért, eredetileg a volt elnök alatt maradt volna dolgozni, de a terv hirtelen megszakadt, mielőtt elkezdődött volna.

## Tanúvallomása a Kongresszus előtt
Hutchinson közvetített vallomása előtt már adott négyet, amelyek felvételre kerültek és amik összességében 24 órányi bizonyítékot adtak. Március 7-i vallomása előtt több üzenetet is kapott, amelyben arra próbálták felszólítani a Trumphoz közel állók, hogy maradjon hűséges az elnökhöz. Napokkal a tanúskodása előtt pedig kirúgta ügyvédjét, Stefan Passantinót, akinek volt kapcsolata Trump szövetségeseivel. Helyére felvette Jody Huntot, aki Trump első főügyészének kabinetvezetője volt.

### A január 6. előtti időszakról
A bizottság ezek mellett bemutatott korábbi tanúvallomásokat, amelyben Hutchinson azt mondta, hogy a Proud Boys és az Oath Keepers csoportok is szóba estek a január 6-i felvonulás tervezése közben, főleg Rudy Giuliani jelenlétében. Mindkét csoport vezetőit elítélték később a támadással való kapcsolatukért.
Hutchinson azt vallotta, hogy Meadows és Giuliani is kértek elnöki kegyelmet. Korábban ezek mellett elmondta a bizottságnak, hogy Matt Gaetz, Louie Gohmert, Andy Biggs és Scott Perry is kérvényeztek kegyelmet.
Azt mondta a meghallgatások közben, hogy Pat Cipollone tanácsadó megpróbált minden fehér házi dolgozót megakadályozni attól, hogy a Capitoliumhoz menjen és személyesen azt mondta Hutchinsonnak, hogy „Cass, kérlek biztosítsd be, hogy nem megyünk fel a Capitoliumhoz... Meg fognak vádolni minden elképzelhető bűntettel.”
Hutchinson ezek mellett elmondta, hogy Trump az ebédjét a falhoz vágta a Fehér Ház ebédlőjében, 2020. december 1-én, mikor megtudta, hogy William Barr főügyész nyilvánosan kijelentette, hogy nem találtak választási csalásra bizonyítékot. Azt is kiemelte, hogy ez nem egy egyszeri alkalom volt és, hogy a volt elnök más esetekben is lerántotta az asztalterítőt és összetört mindent, ami az asztalon volt.

### Január 6. eseményeiről
Hutchinson elmondta, hogy Trump tisztában volt vele, hogy a tömeg fel volt fegyverezve, de ennek ellenére azt akarta, hogy a biztonsági ellenőrzéseket minimalizálják a felvonuláson, főként a biztonsági kapuk eltávolítását kérte. Hutchinson, aki a háttérben dolgozott a felvonuláson azt mondta, hogy hallotta, hogy Trump „valami olyasmit mondott, hogy ’Lesz-rom, hogy vannak fegyvereik. Nem engem akarnak bántani.’”
Hutchinson elmondta, hogy Trump személyesen is meg akart jelenni a Capitolium épületénél beszédét követően. Robert Engel titkosszolgálati ügynök azt mondta, hogy nem biztonságos odamenni és inkább a Fehér Házba viszi őt. Tony Ornato később aznap elmondta Hutchinsonnak, hogy Trump nagyon mérges lett és ragaszkodott hozzá, hogy a Capitoliumhoz vigyék. Ornato emlékei szerint Trump egyik kezével megragadta az elnöki SUV kormányát és a másikkal megpróbálta megtámadni Engelt. Hutchinson szerint Engel egy székben ült és „valahogy megzavartnak és kicsit elveszettnek” tűnt. Ornato adta át neki ezeket az információkat és Engel sose tagadta a történéseket. A CNN három nappal Hutchinson vallomása után nyilvánosságra hozta, hogy beszélt két titkosszolgálati ügynökkel, akik hallottak a helyzetről több másik ügynöktől 2021 februárja óta, beleértve Trump sofőrjét. Ugyan a részletek esetekben különböztek, az ügynökök megerősítették a dühös beszélgetést és az egyik azt mondta, hogy Trump „megpróbált átérni a szék fölött — hogy miért, azt senki se tudja,” míg a másik ragaszkodott hozzá, hogy Trump megtámadta Engelt. A Politico ugyanezen a napon azt írta, hogy Engel elmondta a bizottságnak 2022 elején, hogy legalább 14 hónapig nem mondott semmit a történtekről titkosszolgálati kollégáinak. Hutchinson vallomását követően a CNN azt mondta, hogy „a titkosszolgálat egy hivatalnoka, aki közel állt az eseményekhez” tagadta, hogy Ornato mondott volna bármit egy erőszakos veszekedésről a tanácsadónak. Azt is nyilvánosságra hozták, hogy a DHS engedélyezni fogja a bizottságnak, hogy kihallgassák ügynökeiket, akinek volt köze az eseményekhez, amelyen mind azt fogják mondani, hogy az esemény nem történt meg.
Ahogy a nap eseményei folytatódtak, Hutchinson azt mondta, hogy Pat Cipollone szólt Meadows-nak, hogy „’Mark, valami többet kell tennünk... Azt kérik, hogy akasszák fel a kib-ott alelnököt.’ Amire Mark valami olyat mondott, hogy ’Hallottad őt Pat. Azt gondolja, hogy Mike megérdemli. Nem gondolja, hogy bármi rosszat csinálnak.’ Amire Pat mondott valami olyasmit, hogy ’Ez egy kib-ott őrület. Többet kellene tennünk.’”

## Bibliográfia
- Hutchinson, Cassidy. Enough. Simon & Schuster (2023). ISBN 9781668028285